# Monte Peolioso
Il monte Peolioso (2.886 m s.l.m.) è una montagna delle Alpi Cozie che si trova in Piemonte (Città metropolitana di Torino).

## Descrizione

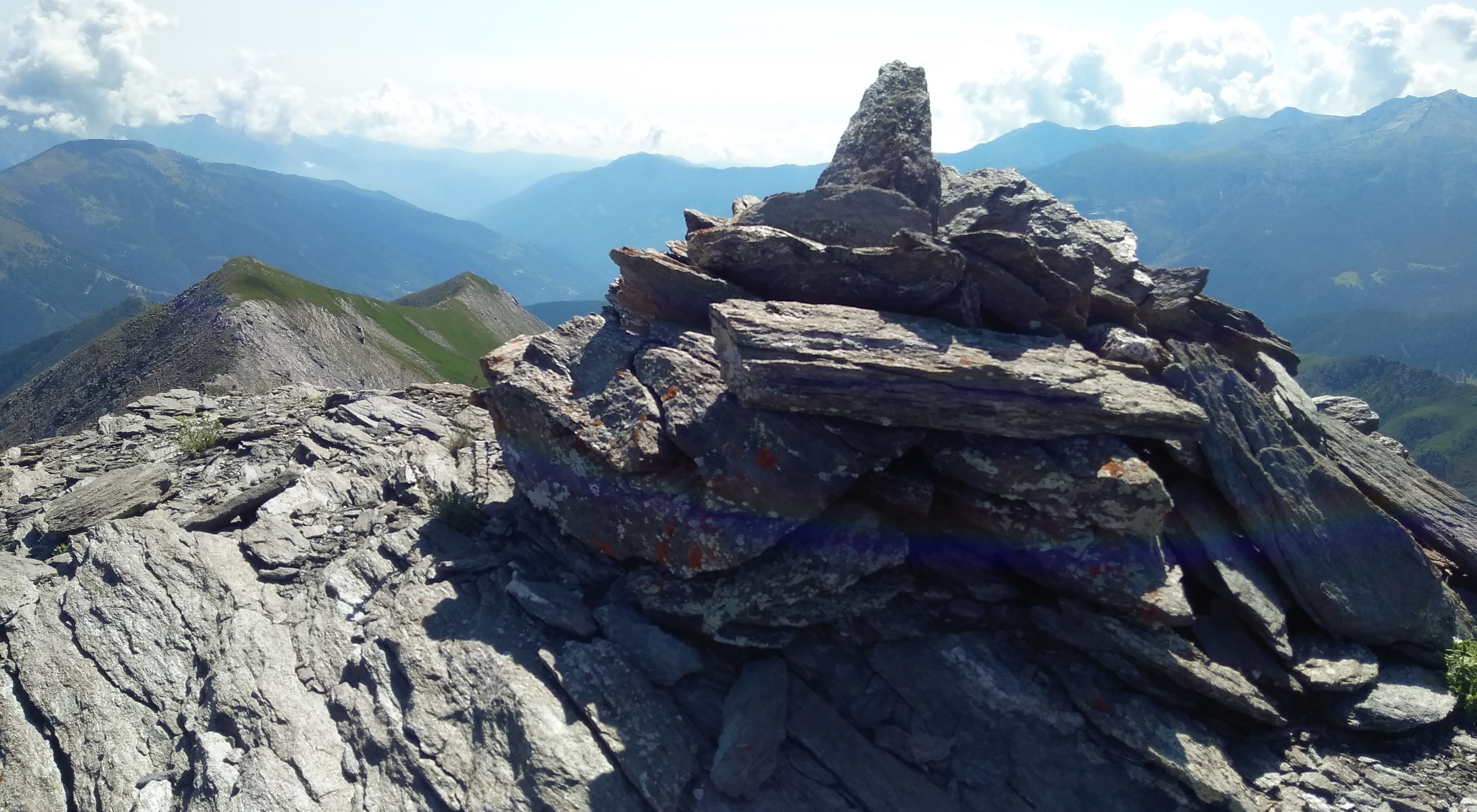
L'ometto sulla cima

La montagna si trova sullo spartiacque tra la Val Troncea e la Valle Germanasca. Dalla sua cima si stacca verso est la costiera montuosa che divide tra loro i valloni di Massello (a nord) e di Salza. Una sella a quota 2.797 m divide il monte Peolioso da Pra Crò (a sud), mentre verso nord lo spartiacque Troncea/Germanasca continua con una il Colle del Ghinivert (2.731 m) e il Bric Ghinivert. Amministrativamente si trova sul confine tra il comune di Pragelato e quello di Salza di Pinerolo, il cui territorio si estende a nord della cima per un certo tratto nel vallone di Massello.

## Salita alla vetta
Si può salire sulla vetta partendo dalla località Coppi di Didiero, in comune di Salza di Pinerolo. La difficoltà di accesso estivo è valutata di grado EE (per escursisti esperti). In alternativa è possibile raggiungere la montagna dalla Val Troncea. La salita invernale con gli sci da Pattemouche (Pragelato) è considerata di difficoltà BS.

## Cartografia
- Cartografia ufficiale italiana dell'Istituto Geografico Militare (IGM) in scala 1:25.000 e 1:100.000, consultabile on line
- 5 - Val Germanasca e Val Chisone, carta in scala 1:25.000, ed. Fraternali
- 1 - Valli di Susa, Chisone e Germanasca, carta in scala 1:50.000, ed. IGC - Istituto Geografico Centrale